# Холодниківський заказник
Холо́дниківський зака́зник — ботанічний заказник місцевого значення в Україні. Об'єкт розташований на території Роменського району Сумської області, на території Андріївської та Анастасіївської сільськихї рад, на північ від села Холодник. 
Площа — 54,8 га. Статус отриманий у 2018 році. Перебуває у віданні: Роменська районна державна адміністраці. 
Ділянка типового балкового ландшафту з популяціями рідкісних видів рослин різного рангу охорони, серед них — занесені до Червоної книги України: астрагал шерстистоквітковий, горицвіт весняний, сон чорніючий, ковила волосиста. Також зростають види, що потребують охорони на території Сумської області: гіацинтик блідий, анемона дібровна, волошка сумська, гадюча цибулька занедбана, гострокільник волосистий та інші.